# Ignaz Lindl

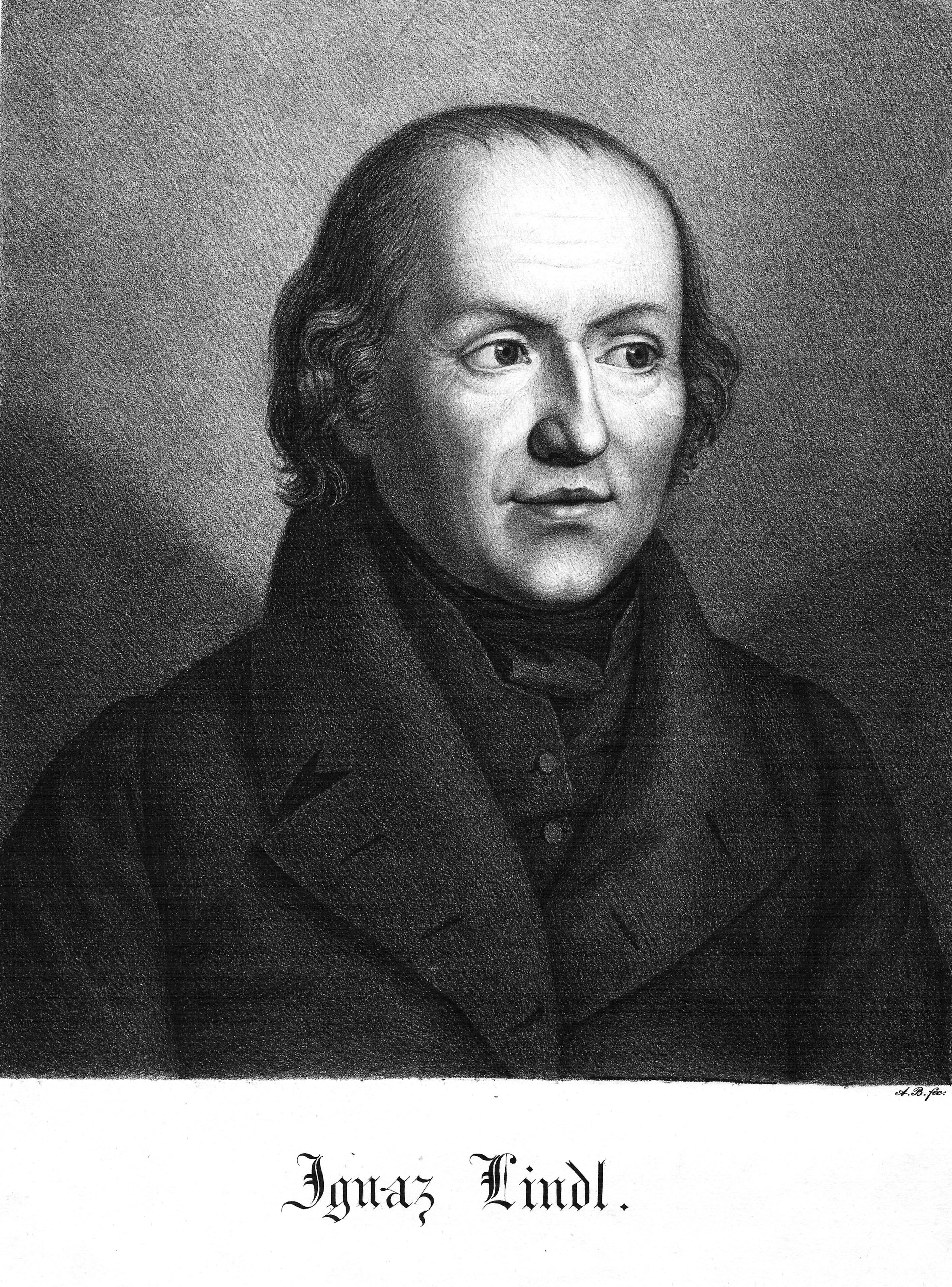
Ignaz Lindl

Ignaz Lindl (* 3. Oktober 1774 in Baindlkirch, heute zu Ried bei Mering; † 31. Oktober 1845 in Barmen) war ein katholischer Priester. Er gründete mit seinen Anhängern 1822 das Dorf Sarata, eine Ansiedlung von Bessarabiendeutschen in Bessarabien. Seine Anhänger wurden auch „Lindlianer“ genannt.

## Leben

### Wirken in Deutschland
Lindl wurde in Baindlkirch nahe dem heutigen Ried (bei Mering) in Bayern als Sohn der Gastwirte Urban und Monika Lindl, geborene Friedl, geboren. Er hatte acht Geschwister. Er studierte am damaligen Jesuitenkolleg St. Salvator (heute Gymnasium bei St. Stephan) in Augsburg und in Dillingen an der Donau. 1799 empfing er die Priesterweihe und erhielt die Kaplanstelle in seinem Heimatdorf, wo er auch ab 1809 für den Neubau und die qualitätvolle Ausschmückung der Pfarrkirche verantwortlich war. 1818 wurde ihm die Pfarrei entzogen wegen Gefährdung des kirchlichen Friedens aufgrund seines Eintretens für die Erweckungsbewegung.
Er trat eine neue Stelle in Gundremmingen an. Dort unterhielt er weiter Kontakte zu Anhängern der Allgäuer Erweckungsbewegung. Diese katholische Bewegung trug ökumenische Züge und äußerte sich in Form von öffentlichen Predigten und der Befürwortung von gemeinsamem Eigentum und einfachen strengen Riten wie im vermuteten Urchristentum. Als Lindl 1818 durch Erlass von König Maximilian I. seine erste Pfarrei verlor und in Gundremmingen eine neue fand, wo er Predigten vor mehreren Tausend Menschen hielt, musste er auch dort gehen.

### Wirken in Russland
Lindl traf mit dem russischen Zaren Alexander I. zusammen, der zu dieser Zeit in Deutschland weilte. Der Zar als Freund der Erweckungsbewegung bot Lindl eine Zufluchtsstätte an und Lindl forderte seine Anhänger auf, ihm zu folgen.
Zunächst predigte Lindl in Sankt Petersburg in Russland. Er konnte dort dem Zaren seinen Wunsch vortragen, im russischen Süden (damals Neu-Russland), im Gebiet von Odessa, eine Gemeinde zu gründen. In Sankt Petersburg lernte er den Deutschen Alois Schertzinger kennen, mit dem er den Plan zur Gründung eines Dorfes in Bessarabien entwickelte. Dort 1820 eingetroffen fand er allerdings unter den dortigen Katholiken keine Zustimmung zu seinen Ideen. Darum begann er, in seiner alten Heimat mit Hilfe des wohlhabenden Kaufmanns Christian Friedrich Werner aus Württemberg und dessen Geschäftsteilhaber Gottlieb Veygel um Auswanderer nach Bessarabien zu werben. Mit ihnen gründete er die neue Kolonie Sarata.

### Gründung von Sarata

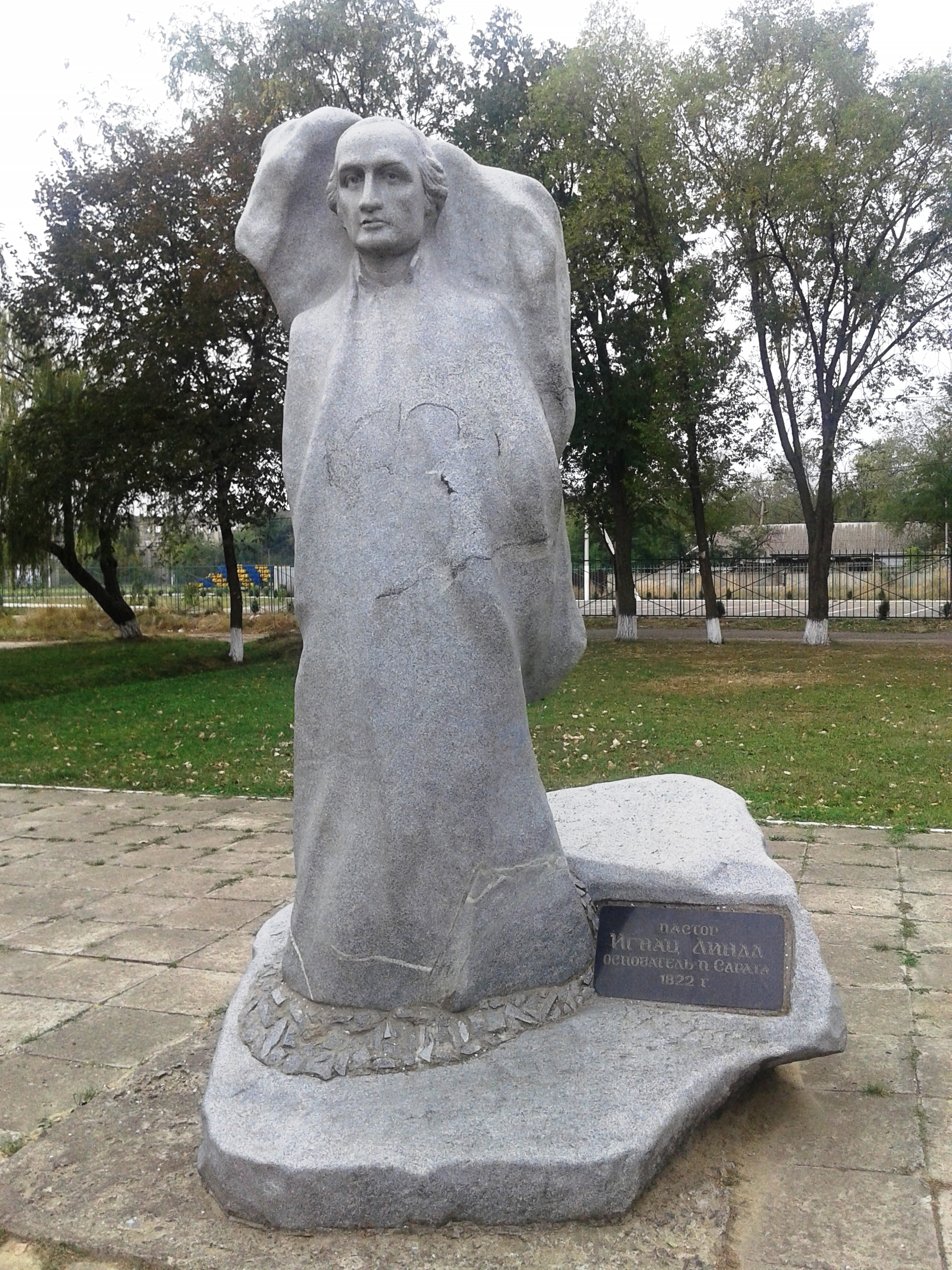
Denkmal für Ignaz Lindl in Sarata

Die Siedlung Sarata entstand 1822 als Neugründung auf vom russischen Zaren Alexander I. zugewiesenen Land in Bessarabien als bessarabiendeutsches Kolonistendorf. Gründer waren etwa 70 Auswandererfamilien aus Bayern und Württemberg sowie ihr Anführer, Ignaz Lindl. Die Familien waren katholischen wie evangelischen Glaubens. Die Kolonisten trafen in Planwagen am 19. März 1822 am Fluss Sarata ein und bauten das Dorf auf.

### Ausweisung
Lindl mit seiner charismatischen Ausstrahlung und seiner großen Zuhörerschaft unter den Gläubigen – in St. Petersburg und Bessarabien kamen bis zu 10.000 Menschen zu seinen Predigten – hatte auch Feinde. Sie klagten ihn beim Zaren als Volksaufrührer und Sektenführer an. Hinzu kam, dass er als katholischer Priester mit seiner Haushälterin Elisabeth Völk aus Eismannsberg, Schwester des bayrischen Kaplans Martin Völk (* 1787), die Ehe einging und Kinder hatte. Daraufhin wurde Lindl 1823 vom russischen Zaren binnen 72 Stunden des Landes verwiesen, erhielt jedoch von diesem noch 2000 Rubel Reisegeld. Lindl verließ mit seiner Familie Russland und hielt sich 1824 für einige Monate in Berlin auf, ehe er nach Barmen ging.
Werners Firmenteilhaber Gottlieb Veygel übernahm als Bürgermeister die Leitung der Gemeinde Sarata, die evangelisch wurde. Er beendete die von Lindl eingeführte Gütergemeinschaft und verteilte das Land an die Familien.

### Letzte Jahre in (Wuppertal-)Barmen ab 1824

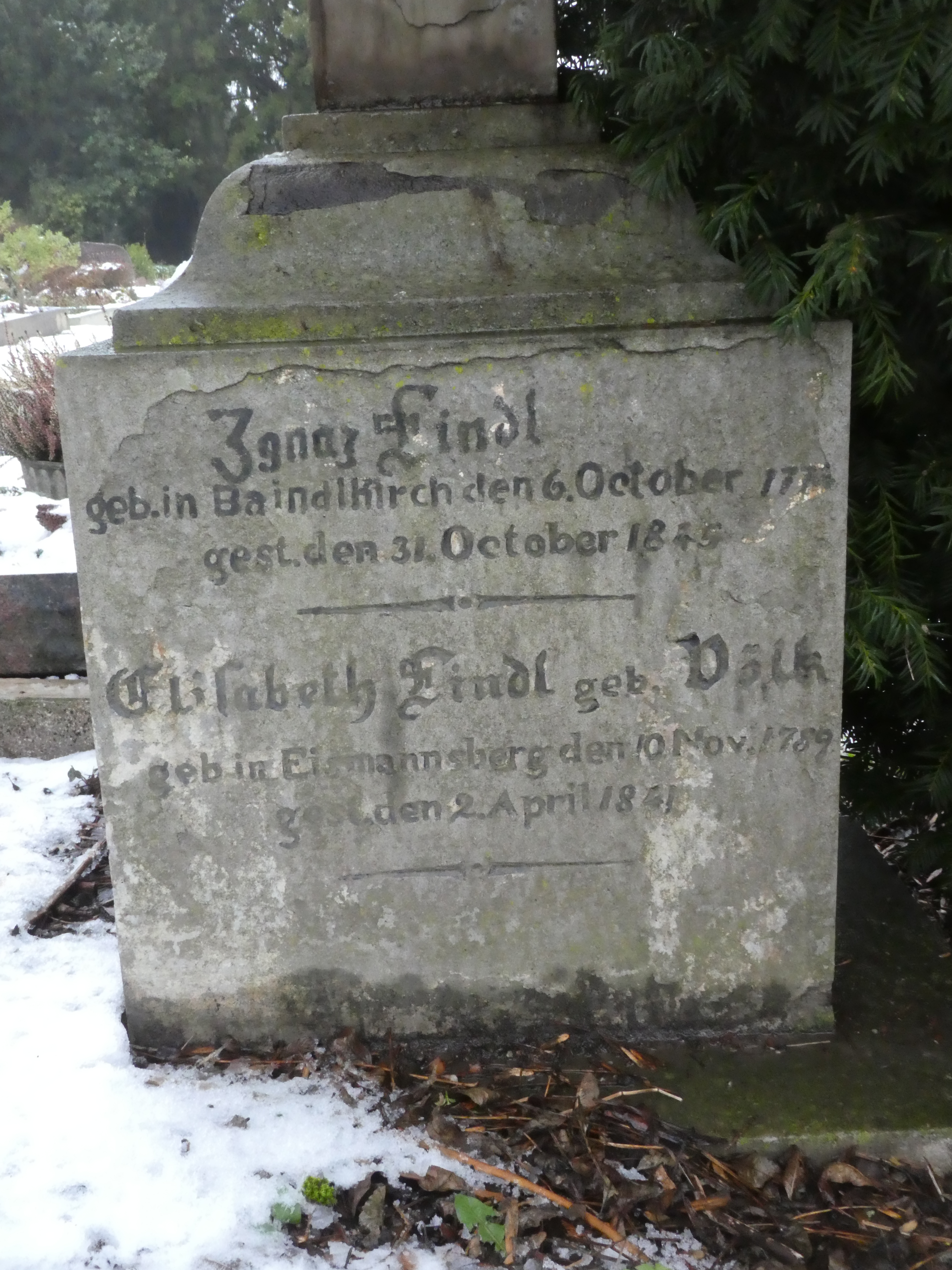
Ignaz Lindls Grab auf dem Unterbarmer Friedhof

Lindl war ab 1826 Mitarbeiter der Missionsvorschule und ab 1827 Mitarbeiter, zeitweise Inspektor, des Missionsseminares der Rheinischen Missionsgesellschaft in Barmen. In dieser Zeit war er Hilfsprediger an der Gemarker Kirche in Barmen, seine Predigerlaubnis behielt er jedoch nicht lange ebenso wie seine Anstellung am Missionsseminar. Auf der Suche nach einer Anstellung kam es zu kurzen Aufenthalten in Korntal um das Jahr 1829. Eine Anstellung als Prediger der Evangelischen Brüdergemeinde Korntal kam nicht zustande.
Im kirchlichen Sinne trat eine zunehmende Separation ein und Bildung einer eigenen religiösen Gemeinschaft (Austeilung des Hl. Abendmahls). Bis zu seinem Lebensende stand er in intensiver Verbindung zu Johann Jakob Wirz in Basel. Der Briefwechsel mit Wirz ist überliefert und wird nach dem Tod von Wirz herausgegeben:
- Glaubensgrund der Nazarenergemeinde, Briefe Johann Jacob Wirz, Band 2, Dritte Sammlung Briefe an Ignaz Lindl, Barmen, 1868

Lindl starb 1845 nach kurzer Krankheit in Barmen. Sein bescheidenes Grabmal befindet sich auf dem Unterbarmer Friedhof in der Nähe der Grabanlage der Familie Engels.

## Publikationen
Frühe Werke und gedruckte Predigten:
- Religiös-moralische Schau-Bühne zur Erbauung und Erheiterung, von Ignaz Lindl, Pfarrer, München bey Joh. Ign. Lentner, Buchhändler zum schönen Thurme 1812, enthält: Der Sieg der Religion, Ein Drama in drey Akten mit Gesang; Genovefa oder die Leiden der Unschuld, Ein Drama in zwey Aufzügen; Gumal und Lina, Ein Schauspiel in drey Aufzügen und Gesang.
- Zwei Predigten, Roßnagel, Dillingen, 1819
- Der Kern des Christentums in Predigten vorgetragen, Roßnagel, Dillingen, 1819
- Leitfaden zur einfachen Erklärung der Apokalypse, besonders für diejenigen, welche sie zu ihrer Erbauung lesen wollen. Köbike, Berlin, 1826

Nachweisbar sind zu Lindls Lebzeiten, vorzugsweise in Barmen ab 1834 bei J.F. Steinhaus, folgende Schriften und Traktate erschienen:
- Die wahre Buße und ihre Dauer. Eine Abhandlung über Ev. Joh. 19. 19-22, Barmen, 1833 (weitere Auflagen 1834)
- Die Ueberschrift am Kreuze Christi. Eine Betrachtung über Ev. Joh. 19. 19-22, Barmen, 1834
- Der wahre seligmachende Glaube. Eine Betrachtung nach Anleitung der Heiligen Schrift, Barmen, 1834
- Das Gewissen im Menschen, Barmen, 1834
- Jesus nahm zu an Weisheit, Alter und Gnade bei Gott und den Menschen. Luc. 2, 52 Eine Betrachtung nach Anleitung der Hl. Schrift, Barmen, 1834
- Biblische Betrachtung über die Worte: Es ist eine Sünde zum Tode. 1. Joh. 5,6, Barmen, 1834
- Denkmal der Liebe, oder Briefe an ihren Pfarrer wegen Gesangenschaft um des Evangeliums willen, Gedruckt bei J.F. Steinhaus, Barmen, 1834
- Die sieben Ueberwindungen oder die Krone der Herrlichkeit, die den Gläubigen nach den erreichten sieben Ueberwindungsstufen, Offenb. 2. 3, als vollendeten Siegern von Gott gesetzt wird, Barmen, 1834
- Schriftgemäße Untersuchung der Frage: Giebt es einen Mittelort zwischen Himmel und Hölle? Gedruckt bei Samuel Lucas, Elberfeld, 1837
- Gedanken beim Anblick der Schnitterscene. [geht wohl auf Johann Jakob Wirz zurück] Gedruckt bei J.W. Bauer, Basel, 1839[8][6]